# ヴァルター・ブルーメ

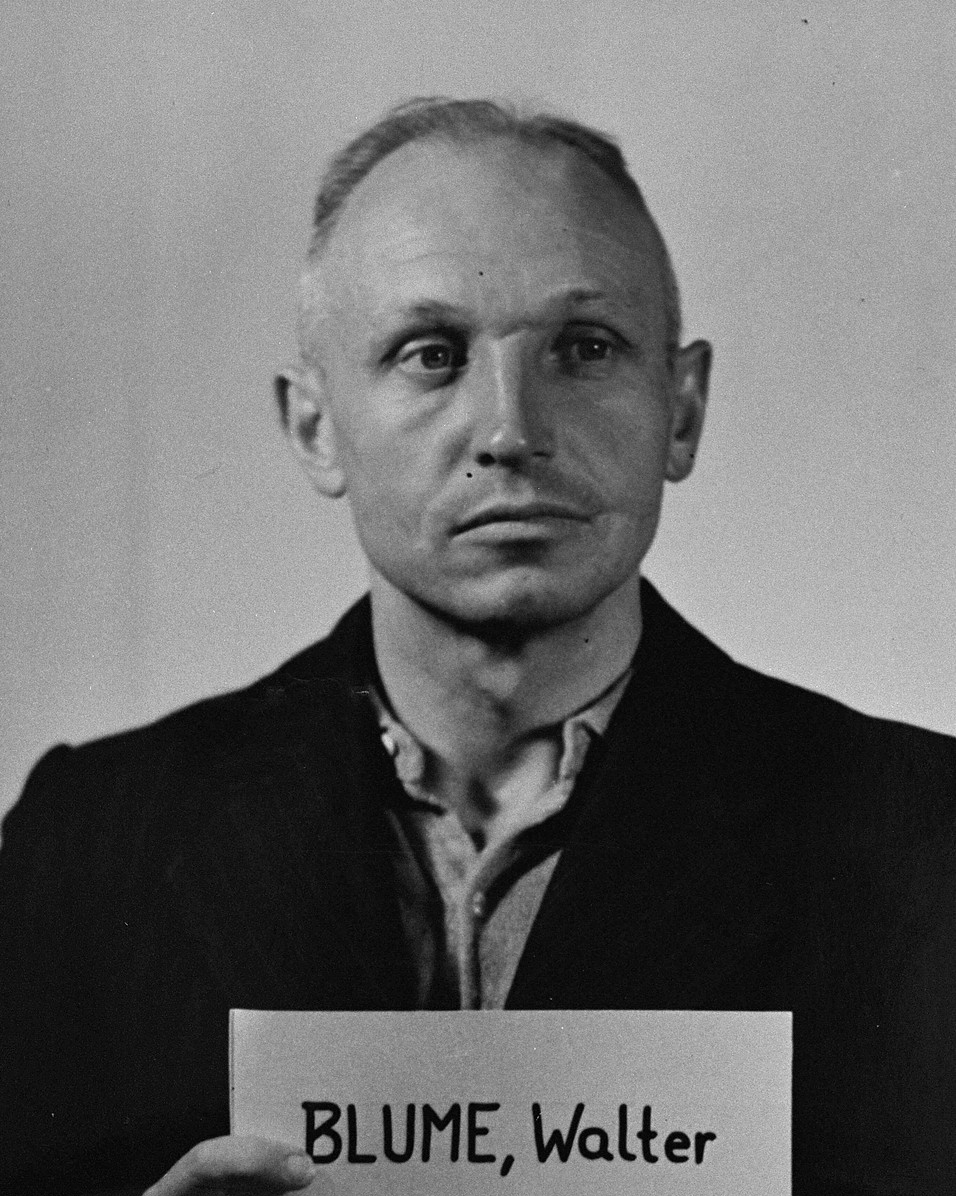
アインザッツグルッペン裁判の際のヴァルター・ブルーメ

ヴァルター・ブルーメ（Walter Blume, 1906年7月23日 - 1974年11月13日）は、ナチス・ドイツ親衛隊 (SS) の将校。最終階級は親衛隊大佐 (SS Standartenführer)。移動殺人部隊アインザッツグルッペンの指揮官の一人。博士号所持。

## 略歴
ドルトムント出身。ボン大学・イェーナ大学・ミュンスター大学で法学を学び、1932年に裁判官補佐官試験に合格。ドルトムントの裁判官補佐官となった。1933年に博士号を受ける。1933年5月国家社会主義ドイツ労働者党（ナチス党）に入党。はじめ突撃隊 (SA) 隊員だったが、1935年には親衛隊 (SS) に移籍した。ブルーメは突撃隊員の頃から親衛隊情報部 (SD) に勤務しており、ベルリン・ハレ・ハノーファーなどに勤めた。1941年3月に国家保安本部のI局（人事局、局長ブルーノ・シュトレッケンバッハ）A部（人事部）部長に就任する。
独ソ戦開戦後の1941年7月にアインザッツグルッペンA隷下のアインザッツコマンド7aの隊長となる。アインザッツグルッペンBはベラルーシやロシアなどで2万4,000人の殺害を行った。ブルーメは当初は虐殺には嫌悪感を示しており、処刑に立ち会った際には嘔吐することもあったが、次第に虐殺任務を受け入れるようになる。ブルーメの部隊は虐殺を主任務とした部隊であったが、規律には厳しく、酩酊状態で任務にあたる兵士を転属させるなどしていた。1941年9月にはベルリンへ帰還し、国家保安本部のA部部長の仕事に戻った。ブルーメはユダヤ人評議会を作り、ダビデの星の着用を義務化し、ユダヤ人をゲットーに隔離する決定を行なった。
1942年6月からパルチザン掃討部隊「Bandenbekämpfung」の指揮官となる。1943年8月から1944年終わりにかけてギリシャ・アテネの保安警察及びSD司令官（Befehlshaber der Sicherheitspolizei und des SD, 略称BdS）に就任する。その後はベルリンへ戻った。
1948年にアメリカ合衆国がニュルンベルクで開いたアインザッツグルッペン裁判にかけられ、絞首刑判決を受けたが、1951年に懲役25年に減刑されたのち1955年に釈放された。1974年に死去。